# Ivan Trevejo
Iván Trevejo (n. 1 septembrie 1971, La Habana, Havana Province⁠(d), Cuba) este un scrimer francez de origine cubană, specializat pe spadă. 

## Carieră
Pentru Cuba a fost laureat cu argint olimpic la Atlanta 1996 și cu bronz olimpic pe echipe la Sydney 2000. A fost campion mondial pe echipe în 1997 și a cucerit o medalie de bronz pe echipe în 1999. 
După Campionatul Mondial din 2002 de la Lisabona a decis să nu se întoarcă în țară. S-a stabilit în sudul Franței și a continuat să participe la circuitul competițional național. S-a căsătorit cu o franțuzoaica, a avut o fiică și a dobândit cetățenia franceză în anul 2010, ceea ce i-a permis să se alăture lotului național. După zece ani petrecuți în afara competiției la nivel înalt, a ajuns în sferturile de finală la etapa de Cupa Mondială de la Legnano în ianuarie 2013 și a cucerit o medalie de bronz la cea de la Paris în luna mai. A fost în componența echipei care a câștigat o medalie de bronz la Campionatul Mondial de Scrimă din 2013 și a încheiat sezonul 2012-2013 pe locul 10. În sezonul următor a cucerit două medalii de bronz la Legnano și la Vancouver, apoi medalia de argint la Grand Prix-ul de la Budapesta în sezonul 2014-2015. A cucerit medalia de aur la Jocurile Europene din 2015 după ce a trecut în finală de rusul Serhei Hodos.

## Palmares
Clasamentul la Cupa Mondială
Datele lipsesc înainte de 2002.
| An  | 2012 | 2013 | 2014 | 2015 |
| --- | ---- | ---- | ---- | ---- |
| Loc | 673  | 10   | 17   | 27   |

## Legături externe
- Profil Arhivat în 3 noiembrie 2014, la Wayback Machine. la Confederația Europeană de Scrimă
- en Ivan Trevejo la Olympedia.org